# سوپاکورن کیتسوان
سوپاکورن کیتسوان (تایلندی: ศุภกรณ์ กิจสุวรรณ) بازیگر اهل تایلند است.
از فیلم‌های او می‌توان به اشک‌های ببر سیاه اشاره کرد.